# ألان غوردون (كاتب أغاني)
ألان غوردون (بالإنجليزية: Alan Gordon)‏ هو كاتب أغاني أمريكي، ولد في 22 أبريل 1944 في ناتيك في الولايات المتحدة، وتوفي في 22 نوفمبر 2008 في سكوتسديل في الولايات المتحدة بسبب سرطان.

## وصلات خارجية
- ألان غوردون على موقع IMDb (الإنجليزية)
- ألان غوردون على موقع ميوزك برينز (الإنجليزية)
- ألان غوردون على موقع ديسكوغز (الإنجليزية)
- ألان غوردون على موقع ديسكوغز (الإنجليزية)